# WTA Ridgewood
Das WTA Ridgewood (offiziell: Ginny of New Jersey) ist ein ehemaliges Damen-Tennisturnier der WTA Tour, das in der Stadt Ridgewood, Vereinigte Staaten, ausgetragen wurde.

## Siegerliste

### Einzel
| Jahr | Siegerin       | Finalgegnerin | Ergebnis |
| ---- | -------------- | ------------- | -------- |
| 1983 | Alycia Moulton | Catrin Jexell | 6:4, 6:2 |

### Doppel
| Jahr | Siegerinnen                    | Finalgegnerinnen           | Ergebnis      |
| ---- | ------------------------------ | -------------------------- | ------------- |
| 1983 | Beverly Mould Elizabeth Sayers | Rosalyn Fairbank Susan Leo | 7:6, 4:6, 7:5 |